# Eija-Riitta Korhola

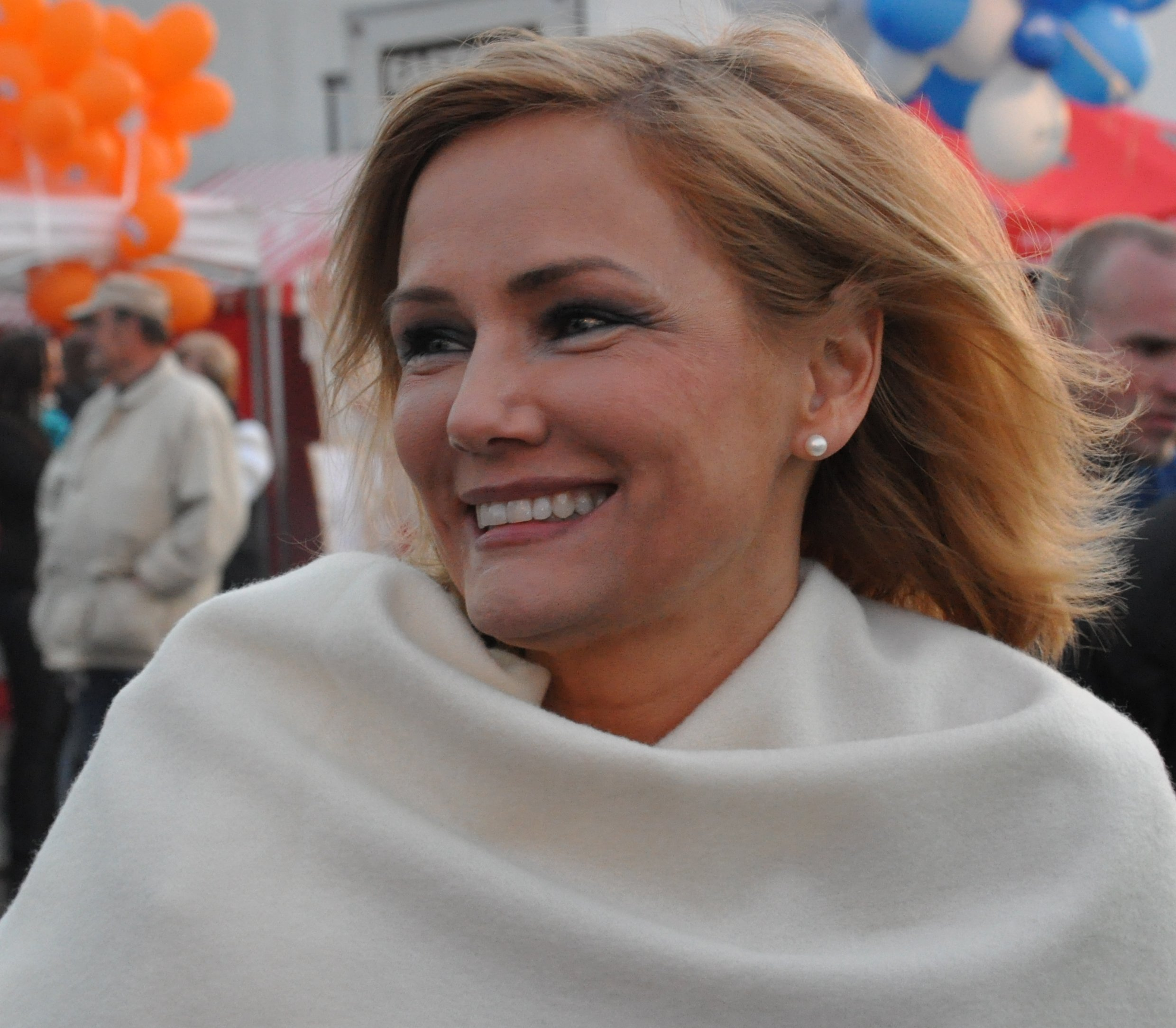
Eija-Riitta Korhola (2009)

Eija-Riitta Korhola este un om politic finlandez, membru al Parlamentului European în perioada 1999-2009 din partea Finlandei.
1. 1 2  Eija-Riitta Korhola,  https://www.korhola.com/cv/, accesat în 18 aprilie 2024 Lipsește sau este vid: |title= (ajutor)
2. 1 2  Czech National Authority Database, accesat în 1 martie 2022
3. ↑  Deputații în Parlamentul European